# GSDMB
GSDMB‏ (Gasdermin B) هوَ بروتين يُشَفر بواسطة جين GSDMB في الإنسان.